# Kissed
Pour l’article homonyme, voir Kissed (film, 1922).
Pour plus de détails, voir Fiche technique et Distribution.
Kissed, ou Extase au Québec, est un film dramatique canadien réalisé par Lynne Stopkewich, sorti en 1996.

## Synopsis
Le film met en scène Sandra Larson (Molly Parker), une jeune femme dont l'attirance pour la mort la conduit à étudier l'embaumement à l'office de pompes funèbres de sa ville, sous la direction de M. Wallis (Jay Brazeau). Un étudiant en médecine du nom de Matt (Peter Outerbridge) tombe follement amoureux d'elle, mais Sandra se découvre une tendance nécrophile, une attirance érotique pour les corps dont elle s'occupe. De son côté, elle ne peut donc pas aimer Matt comme il pourrait l'espérer. Ils deviennent pourtant très liés l'un à l'autre. Plus leur relation évolue, plus la souffrance de Matt augmente. Il sera prêt à tout pour que Sandra puisse l'aimer.

## Fiche technique
- Titre original : Kissed
- Titre français : Kissed
- Titre québécois : Extase
- Réalisation : Lynne Stopkewich
- Scénario : Lynne Stopkewich et Angus Fraser, adapté de la nouvelle We So Seldom Look On Love de Barbara Gowdy
- Photographie : Gregory Middleton
- Son : Marti Richa, Susan Taylor
- Musique :  Don MacDonald
- Production : Lynne Stopkewich, Dean English, Jessica Fraser (assistante), John Pozer (producteur exécutif)
- Pays d'origine :  Canada
- Langue : anglais
- Format : Couleurs - 1,85:1 - son Dolby numérique -  35 mm
- Genre : drame
- Durée : 78 minutes
- Date de sortie : 
  - Canada : 7 septembre 1996 lors du festival de Toronto
  - France : mai 1997 lors du festival de Cannes, puis 15 avril 1998
  - Suisse : 21 novembre 1997
  - Belgique : 20 mai 1998

## Distribution
Légende : VQ = Version Québécoise
- Molly Parker (VQ : Caroline Dhavernas) : Sandra Larson
- Peter Outerbridge (VQ : François Godin) : Matt
- Jay Brazeau (VQ : Mario Desmarais) : M. Wallis
- James Timmons : Jan
- Jessie Winter Mudie : Carol
- Annabel Kershaw : la mère de Sandra

## Distinctions
- 1996 — Festival de Toronto : meilleur long-métrage canadien (citation spéciale du jury)
- 1996 — Festival de Vancouver : meilleur nouveau réalisateur de l'Ouest canadien pour Lynne Stopkewich
- 1997 — Prix Génie : meilleure actrice pour Molly Parker
- 1998 — Festival de Malaga : meilleure actrice pour Molly Parker, meilleure réalisateur pour Lynne Stopkewich et meilleur film